# Ludwig Brauneiser
Ludwig Brauneiser (* 11. September 1890 in Regensburg; † 4. Juni 1948 in Augsburg) war ein deutscher Landrat.

## Leben
Nach dem Abitur am humanistischen Gymnasium Regensburg absolvierte Ludwig Brauneiser ein Studium der Rechtswissenschaften an der Ludwig-Maximilians-Universität München und legte 1916 das große juristische Staatsexamen (früher Staatskonkurs) ab. Er wurde als Landsturmmann zum Kriegsdienst einberufen, jedoch wegen seiner Kurzsichtigkeit entlassen. Im Dezember 1919 zum Assessor im Bayerischen Staatsministerium des Innern ernannt, kam er im April 1920 als Assessor zum Bezirksamt Straubing. Zum Jahresbeginn 1927 wurde er Regierungsrat im Staatsministerium des Innern, wechselte im Februar 1935 zur Kommunalverwaltung und wurde Bezirksamtsvorstand (ab 1939 Landrat) im Bezirksamt Augsburg (ab 1939 Landkreis Augsburg). Dieses Amt übte er bis zu seiner Abordnung zum Oberpräsidium der Rheinprovinz (Landesernährungsamt) Ende 1942 aus. Dort blieb er bis zu seiner Entlassung im Jahr 1945. Vom 11. Mai 1945 bis zum 1. Mai 1946 war er in Ludwigsburg interniert. Im Entnazifizierungsverfahren wurde er durch die Spruchkammer Augsburg als Mitläufer eingestuft und später als Oberregierungsrat bei der Regierung von Schwaben wieder eingestellt.
Er beantragte am 27. Mai 1937 die Aufnahme in die NSDAP und wurde rückwirkend zum 1. Mai desselben Jahres aufgenommen (Mitgliedsnummer 4.965.861).